# Yulia Volodymyrivna Tymoshenko
Yulia Volodymyrivna Tymoshenko (tiếng Ukraina: Юлія Володимирівна Тимошенко, IPA: ˈjulijɑ ʋɔlɔˈdɪmɪriʋnɑ tɪmɔˈʃɛnkɔ), nhũ danh Grigyan (tiếng Ukraina: Ґріґян, có gốc từ họ tiếng Latvia "Grigan"), sinh ngày 27 tháng 11 năm 1960, là một chính trị gia người Ukraina. Bà từng giữ chức vụ Thủ tướng Ukraina từ ngày 24 tháng 1 đến ngày 8 tháng 9 năm 2005, và trong lần thứ hai từ ngày 18 tháng 12 năm 2007 đến ngày 4 tháng 3 năm 2010. Bà từng đứng thứ ba trong "Danh sách 100 phụ nữ quyền lực nhất Thế giới" do Tạp chí Forbes lựa chọn vào năm 2005. Tymoshenko là lãnh tụ của đảng Liên minh Toàn Ukraina "Tổ quốc" và Khối Yulia Tymoshenko.
Bà từng là một nhà kinh tế và viện sĩ. Trước khi bắt đầu sự nghiệp chính trị, Yulia Tymoshenko từng là một nữ doanh nhân thành công nhưng cũng gây tranh cãi trong ngành công nghiệp khí đốt và trong một vài đánh giá, bà được cho là một trong số những người giàu nhất đất nước. Trước khi trở thành nữ thủ tướng đầu tiên của Ukraina vào năm 2005, Tymoshenko là đồng thủ lĩnh của Cách mạng Cam.

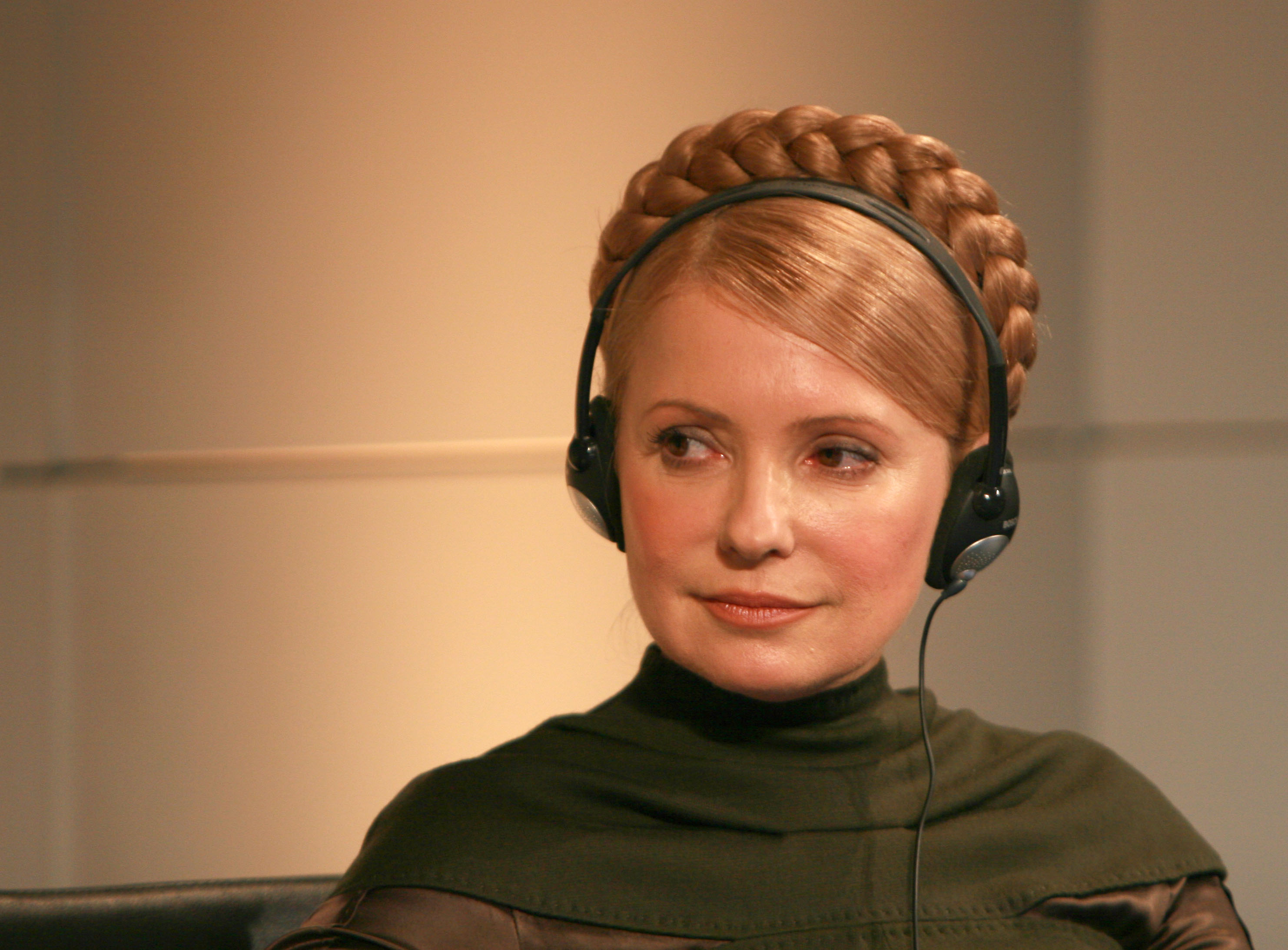
Yulia Tymoshenko, 2009

Tymoshenko từng là một ứng cử viên trong cuộc bầu cử Tổng thống Ukraina năm 2010, tuy nhiên bà đã thất cử trước Viktor Yanukovych (Tymoshenko nhận được 45,47% số phiếu trong vòng hai và cũng là vòng quyết định của cuộc bầu cử này. Ban đầu Tymoshenko không thừa nhận kết quả bầu cử và tuyên bố rằng có sự gian lận, nhưng bà đã rút lại bản kháng nghị của mình vào ngày 20 tháng 2 năm 2010 và phát biểu "Có điều rõ ràng là tòa án không quyết tâm chứng minh sự thật".
Bắt đầu từ tháng 5 năm 2010, một số vụ kiện tụng hình sự được tiến hành để chống lại Tymoshenko. Vào ngày 11 tháng 10 năm 2011, một tòa án Ukraina đã kết án Tymoshenko bảy năm tù sau khi bà bị kết tội lạm dụng chức vụ trong khi tiến hành giải quyết vụ tranh chấp khí đốt với Nga vào năm 2009. Việc kết án này bị Liên minh châu Âu và một số tổ chức quốc tế khác nhìn nhận là có động cơ chính trị. Bà Tymoshenko đã được thả trước hạn vào ngày 22 tháng 2 năm 2014 sau khi Quốc hội Ukraina truất phế tổng thống Viktor Yanukovych. Hiện thời trong lúc này bà đang có mặt tại công trường Maidan, ngồi xe lăn nói chuyện với quần chúng nổi dậy đang tụ tập tại đó. Giới quan sát của Đức tại Ukraina cho là bà sẽ ra tranh cử tổng thống, và nhờ tài thu hút quần chúng cũng như là thủ lĩnh một đảng lớn tổ chức khá chặt chẽ, bà có nhiều cơ hội nhất để trở thành tổng thống tương lai của Ukraina.

## Tiểu sử
Yulia Tymoshenko (tên khai sinh là Grigyan) sinh ngày 27 tháng 11 năm 1960, tại Dnipropetrovsk, Ukraina (khi đó là một phần của Liên bang Xô viết). Mẹ của bà là Ludmila Nikolaevna Telegina (tên khai sinh là Nelepova), sinh ngày 11 tháng 8 năm 1937, tại Dnipropetrovsk. Cha của bà là Vladimir Abramovich Grigyan, ông sinh ngày 3 tháng 12 năm 1937, tại Dnipropetrovsk và theo hộ chiếu công dân Liên Xô thì ông là người Latvia. Vladimir rời khỏi gia đình khi Yulia ba tuổi. Tymoshenko mang hộ mẹ là "Telegina" – trước khi tốt nghiệp phổ thông vào năm 1977. Năm 1979, Tymoshenko kết hôn với Oleksandr Tymoshenko, con trai của một công chức Xô viết cấp trung. Năm 1980, bà sinh hạ người con gái tên là Yevhenia (Eugenia).